# Chusnija
Chusnija (hebrejsky חוסנייה, arabsky حسينية, v oficiálním přepisu do angličtiny Hussniyya, přepisováno též Husniyya nebo Husnia) je vesnice v Izraeli, v Severním distriktu, v Oblastní radě Misgav.

## Geografie
Leží v nadmořské výšce 293 metrů, v Dolní Galileji, cca 22 kilometrů východně od břehů Středozemního moře a cca 25 kilometrů na západ od Galilejského jezera. Je situována na jihozápadním úpatí hory Har Kamon, jež tvoří jižní hranici údolí Bejt ha-Kerem. Z hory skrz vesnici stéká vádí Nachal Cuf, které na západ od obce míjí pahorek Giv'at Cuf.
Obec se nachází cca 105 kilometrů severovýchodně od centra Tel Avivu a cca 32 kilometrů severovýchodně od centra Haify. Chusniji obývají izraelští Arabové respektive arabští Beduíni, přičemž osídlení v tomto regionu je etnicky smíšené. 4 kilometry na již leží města Sachnin a Araba, která obývají Arabové. Arabské je i město Nachf v údolí Bejt ha-Kerem, s nímž ale na západní straně sousedí židovské město Karmiel. Krajina mezi těmito městskými centry je ovšem postoupena řadou menších židovských i arabských vesnic.
Chusnija je na dopravní síť napojena pomocí místní komunikace, jež vede přes sousední židovskou vesnici Cvija a ústí do lokální silnice číslo 804.

## Dějiny
Chusnija je obývána beduínským kmenem Sava'id. Tito původní kočovní pastevci se po roce 1948 začali v této lokalitě trvale usazovat. Teprve roku 1996 byla jejich osada uznána izraelskou vládou za oficiální obec. Práce na územním plánu, který by měl naznačit budoucí trvalou zástavbu v této vesnici, ale zatím nebyly dokončeny. V obci tak například vyrostla mešita, která ale nemá příslušné stavební povolení a hrozí jí demolice. Podle jiného zdroje byl územní plán schválen už roku 2004.
V osadě funguje mateřská škola. Děti z místních rodin dojíždějí do základní školy do města Nachf.

## Demografie
Podle údajů z roku 2014 tvořili populaci v Chusniji Arabové. Jde o menší sídlo vesnického typu s dlouhodobě rostoucím počtem obyvatel. K 31. prosinci 2014 zde žilo 616 lidí. Během roku 2014 populace stoupla o 1,3 %.
| Rok            | 2001 | 2003 | 2004 | 2005 | 2006 | 2007 | 2008 | 2009 | 2010 | 2011 | 2012 | 2013 | 2014 |
| -------------- | ---- | ---- | ---- | ---- | ---- | ---- | ---- | ---- | ---- | ---- | ---- | ---- | ---- |
| Počet obyvatel | 451  | 484  | 492  | 523  | 545  | 560  | 590  | 556  | 570  | 595  | 612  | 608  | 616  |